# Mora (Toledo)
Mora ist eine Kleinstadt und eine zentralspanische Gemeinde (municipio) mit 9.930 Einwohnern (Stand: 2024) in der Provinz Toledo in der Autonomen Gemeinschaft Kastilien-La Mancha.

## Lage und Klima
Die Kleinstadt Mora liegt gut 36 km (Fahrtstrecke) südöstlich von Toledo in der historischen Provinz La Mancha in einer Höhe von ca. 715 m; bis nach Madrid sind es knapp 100 km in nördlicher Richtung. Die nächstgrößeren Orte sind Orgaz (ca. 14 km südwestlich) und Sonseca (ca. 22 km westlich). Das Klima im Winter ist rau, im Sommer dagegen trocken und warm; der spärliche Regen (ca. 430 mm/Jahr) fällt überwiegend in den Wintermonaten.

## Bevölkerungsentwicklung
| Jahr      | 1857  | 1900  | 1950   | 2000  | 2020  |
| Einwohner | 6.459 | 7.795 | 10.844 | 9.371 | 9.819 |

Die Bevölkerung der Kleinstadt lag trotz der Landflucht im 20. Jahrhundert stets zwischen 9.300 und 10.800 Einwohnern.

## Wirtschaft
Das Umland von Mora war und ist im Wesentlichen landwirtschaftlich geprägt, wobei der Weinbau (La Mancha D. O.) und größere Olivenbaumplantagen wichtige Rollen spielen; die Kleinstadt selbst diente als handwerkliches und merkantiles Zentrum für die umliegenden Dörfer.

## Geschichte
Obwohl keine prähistorischen, römischen und westgotischen Funde gemacht wurden, ist die Anwesenheit von Siedlern und Soldaten in der Region wahrscheinlich. Die Burg (Castillo de Mora) bestand schon in der Zeit Abd ar-Rahmans III. im 10. Jahrhundert. Im Jahr 1085 wurde die Gegend von Alfons VI. zurückerobert (reconquista), jedoch kurz darauf von den berberischen Almoraviden erneut besetzt. Erst unter Alfons VII. (reg. 1126–1157) wurde die Region La Mancha um das Jahr 1130 endgültig christlich. Im Jahr 1172 wurden Ort und Burg dem Santiago-Ritterorden überantwortet. Trotz Zerstörungen während des Comuneros-Aufstands (1520–1522) erlebte die Stadt im 16. Jahrhundert eine Blütezeit, bis sie schließlich – wie viele Orte in der Region La Mancha – in der Bedeutungslosigkeit versank.

## Sehenswürdigkeiten

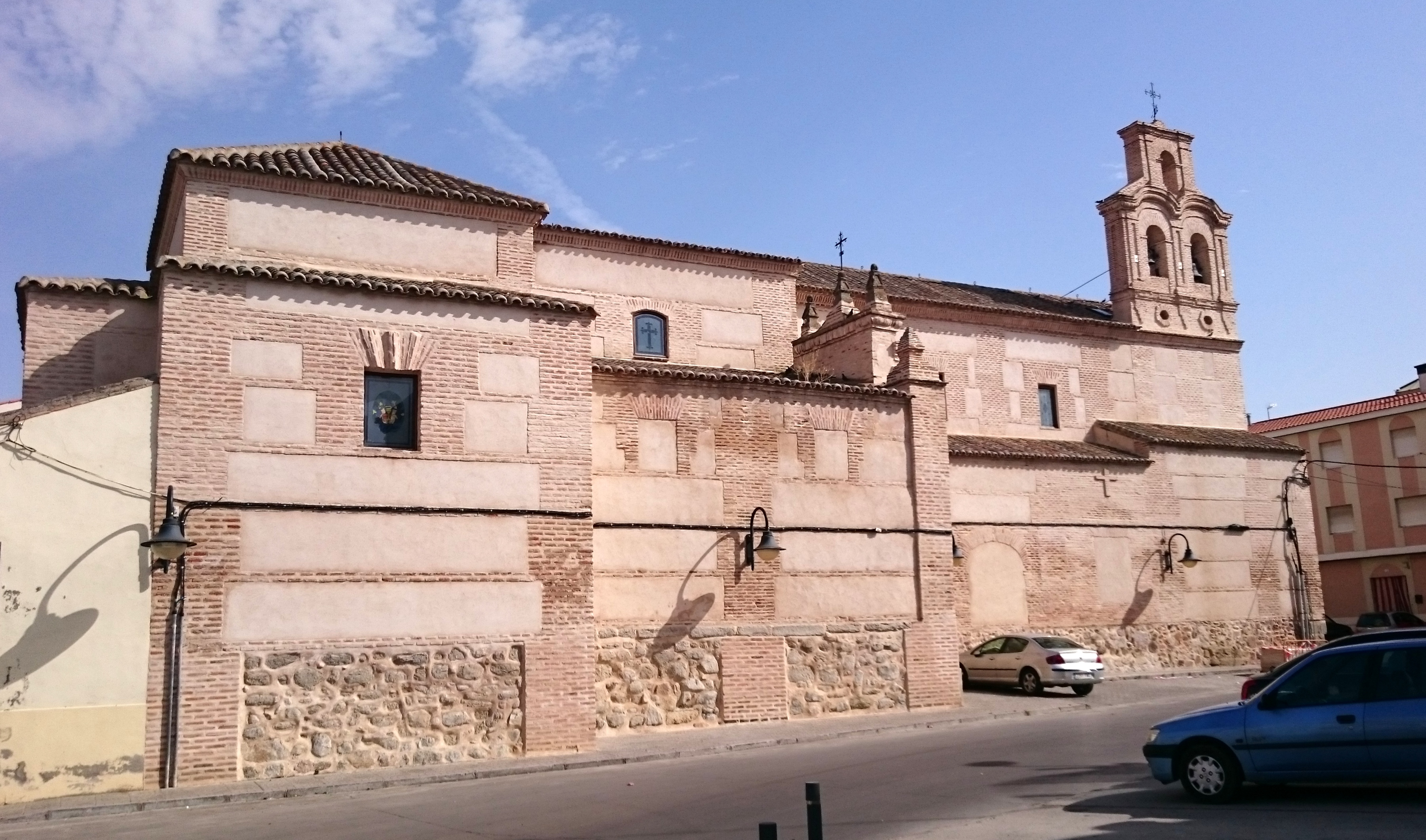
Mora – Convento de San Eugenio

- Die Iglesia Santa María de Altagracia wurde nach den Zerstörungen während des Comuneros-Aufstands (1521) mit starken Bezügen zum Mudéjar-Stil neu erbaut. Das Kirchenschiff besteht aus vier rippengewölbten Jochen. Blickpunkt im Inneren der Kirche ist das mit zahlreichen Tafelbildern im spanisch-flämischen Stil bestückte Altarretabel (retablo).[5]
- Der Convento de San Eugenio, ein ehemaliges Franziskanerkloster im Mudéjar-Stil aus dem 16. Jahrhundert, bestand bis zur Desamortisation im Jahr 1835.
- Das Rathaus (ayuntamiento) ist ein neomaurischer Bau aus den Jahren 1927–1930.

Umgebung
- Auf einem Felsen ca. 3 km östlich der Stadt befinden sich die Ruinen des Castillo de Mora (auch Castillo de Peñas Negras genannt).[6]

## Persönlichkeiten
- Gabriel Cano de Aponte (1665–1733), Gouverneur von Chile
- Manuel de Salamanca (um 1695–1775), Gouverneur von Chile
- Gabino Díaz Merchán (1926–2022), Erzbischof von Oviedo